# Giovanni Bertone

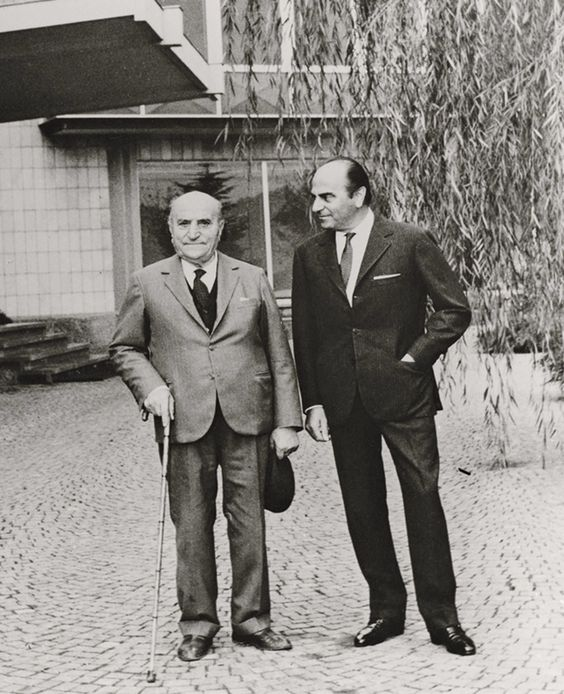
Giovanni und Giuseppe Bertone

Giovanni Bertone (* 1884 in Mondovì; † 10. Mai 1972 in Turin) war ein italienischer Karosseriebauer und Gründer der Carozzeria Bertone in Turin.

## Leben
Bertone wurde 1884 als sechster von sieben Söhnen geboren. Recht bald verließ er den elterlichen Bauernhof, um eine Ausbildung zum Stellmacher zu absolvieren. Nachdem er sich in diesem Beruf einige Jahre qualifiziert hatte, ging er nach Turin und nahm dort verschiedene Arbeiten an, bis er ein paar Jahre später in der Waggonfabrikation bei Diatto eine feste Anstellung bekam.
Bereits 1912 gründete er am Corso Peschiera in Turin die kleine Firma mit dem Namen „Carozzeria Bertone“, die zunächst Kutschen instand setzte bzw. unter eigenem Markennamen fertigte und erstmals nach Ende des Ersten Weltkriegs im Jahr 1921 mit der Fertigung einer Torpedo-Fahrzeugkarosserie für den SPA 23S einen größeren Auftrag bekam. Zwischenzeitlich kam auch sein zweiter Sohn Giuseppe zur Welt, der 1934 als Designer in die mittlerweile rund 50 Mitarbeiter zählende Firma eintrat. Gemeinsam mit seinem Vater baute er die Firma weiter auf und übernahm nach Ende des Zweiten Weltkriegs die Firmenleitung.